# Asarum
Asarum is een geslacht uit de pijpbloemfamilie (Aristolochiaceae).
The Plant List accepteert 117 soorten. Volgens de Flora of China bestaat het geslacht uit circa negentig soorten die voornamelijk voorkomen in Zuidoost-Azië. Verschillende soorten komen voor in Noord-Amerika. Een soort komt van nature in Europa voor: mansoor (Asarum europaeum).
Het zijn kruidachtige, overblijvende planten.

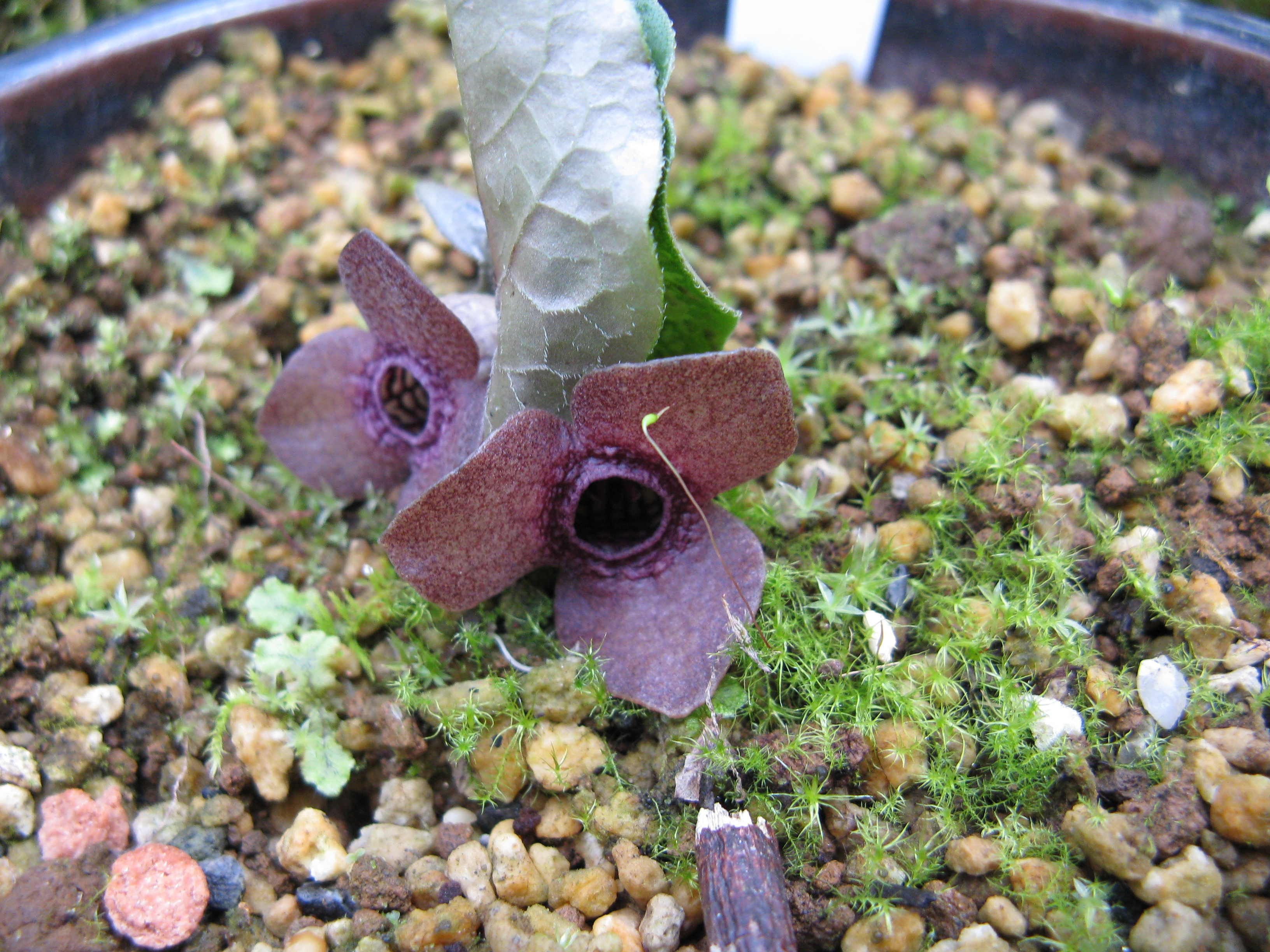
Asarum blumei
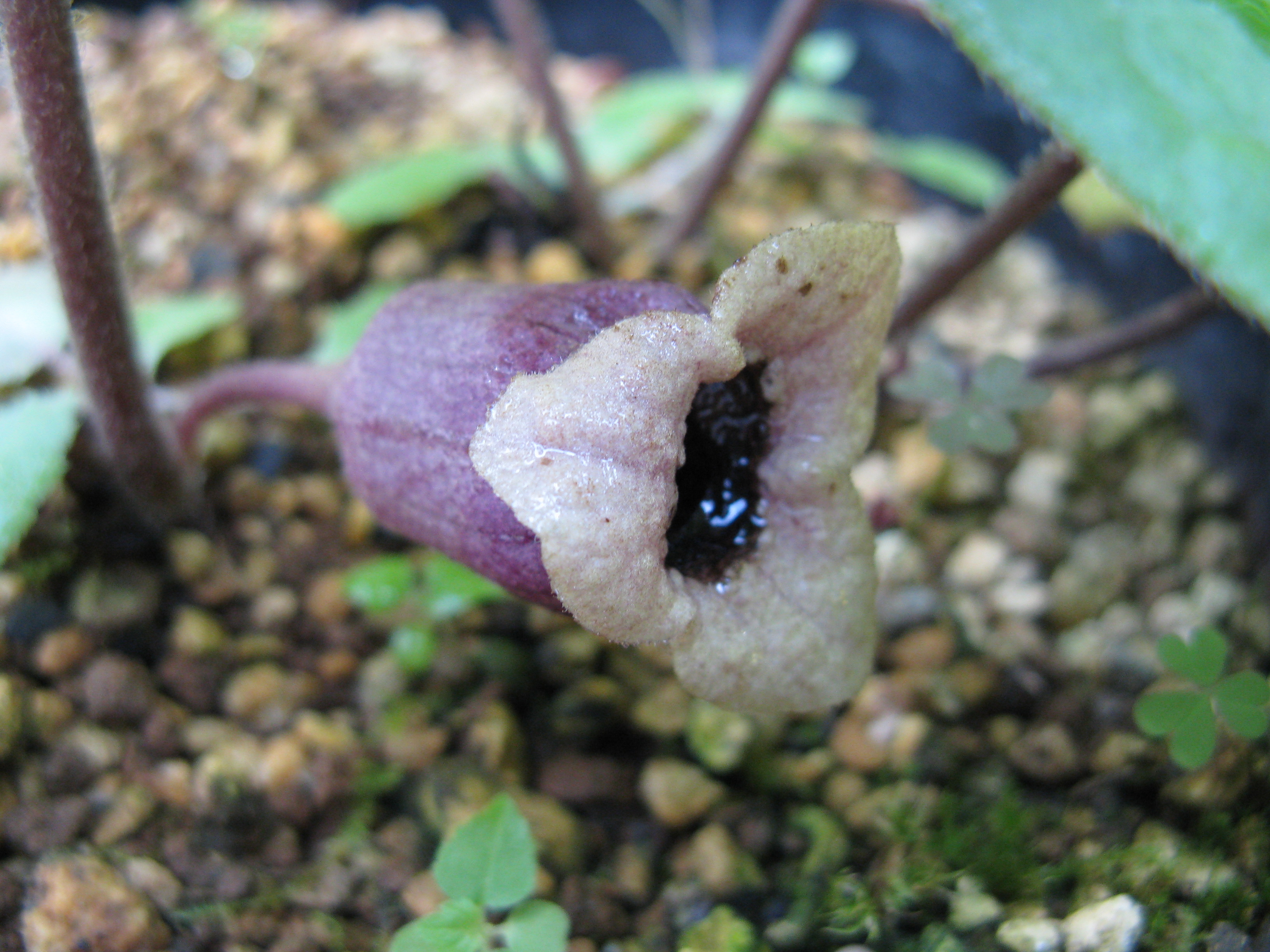
Asarum hatsushimae
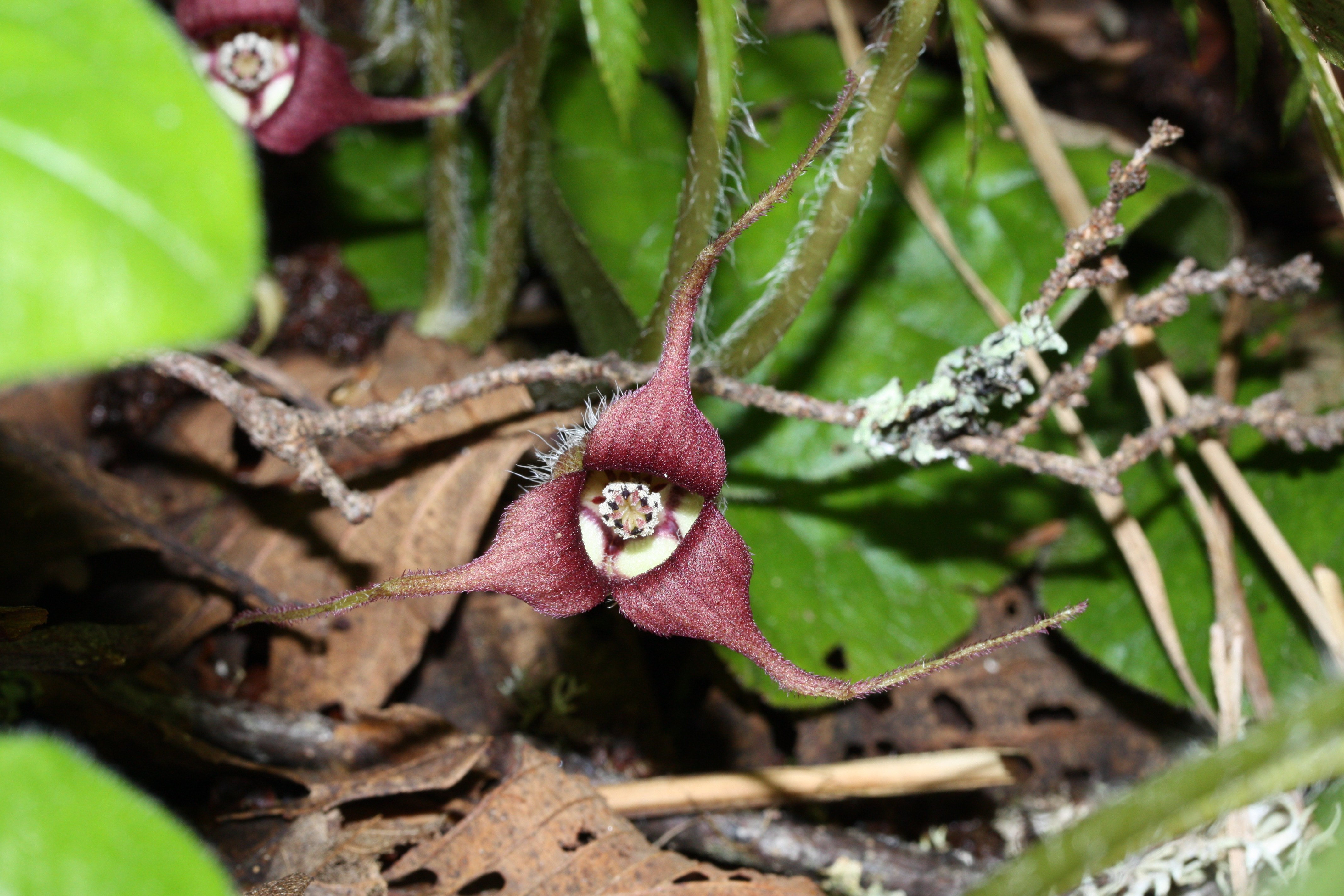
Asarum caudatum
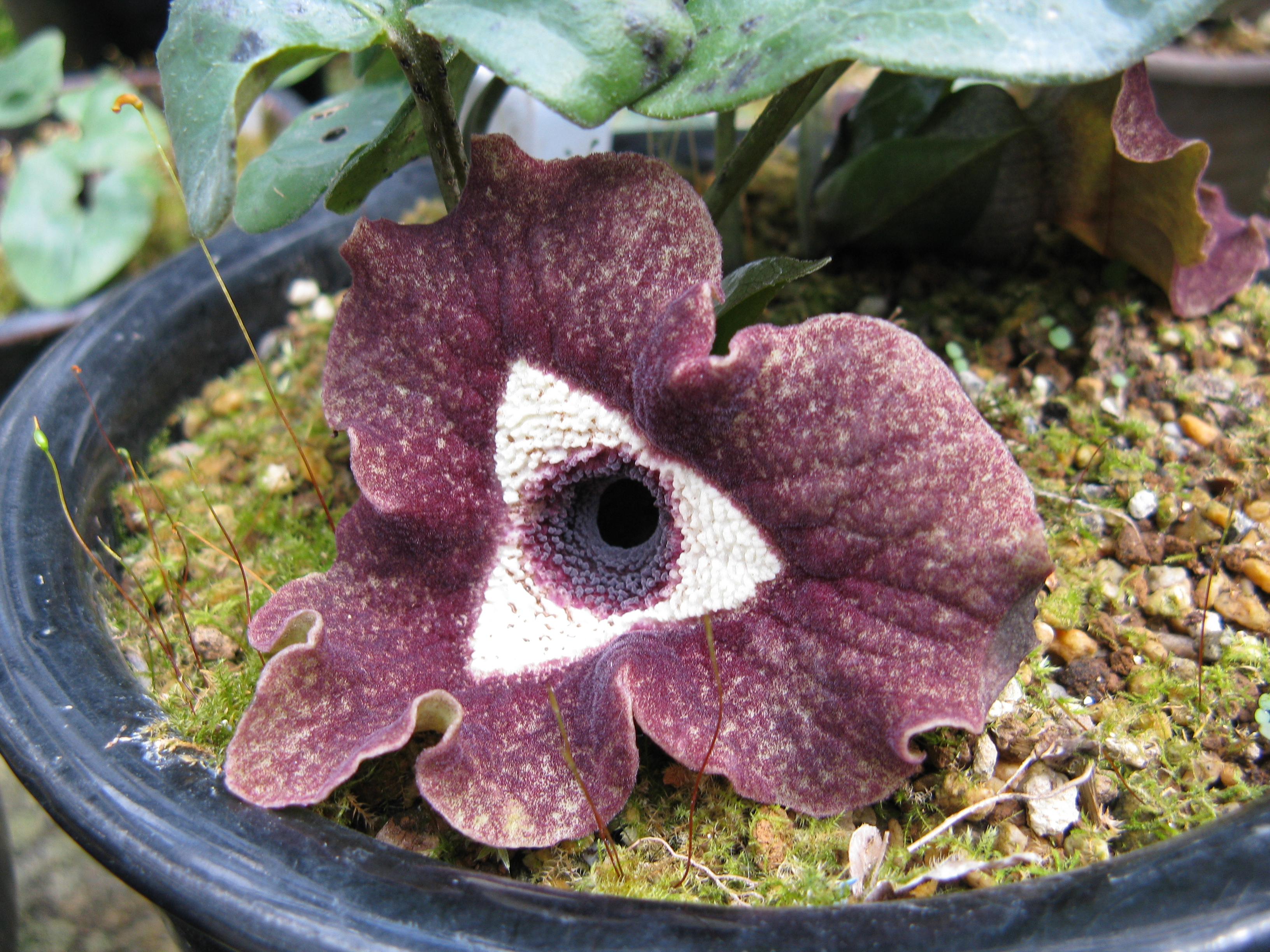
Asarum delavayi
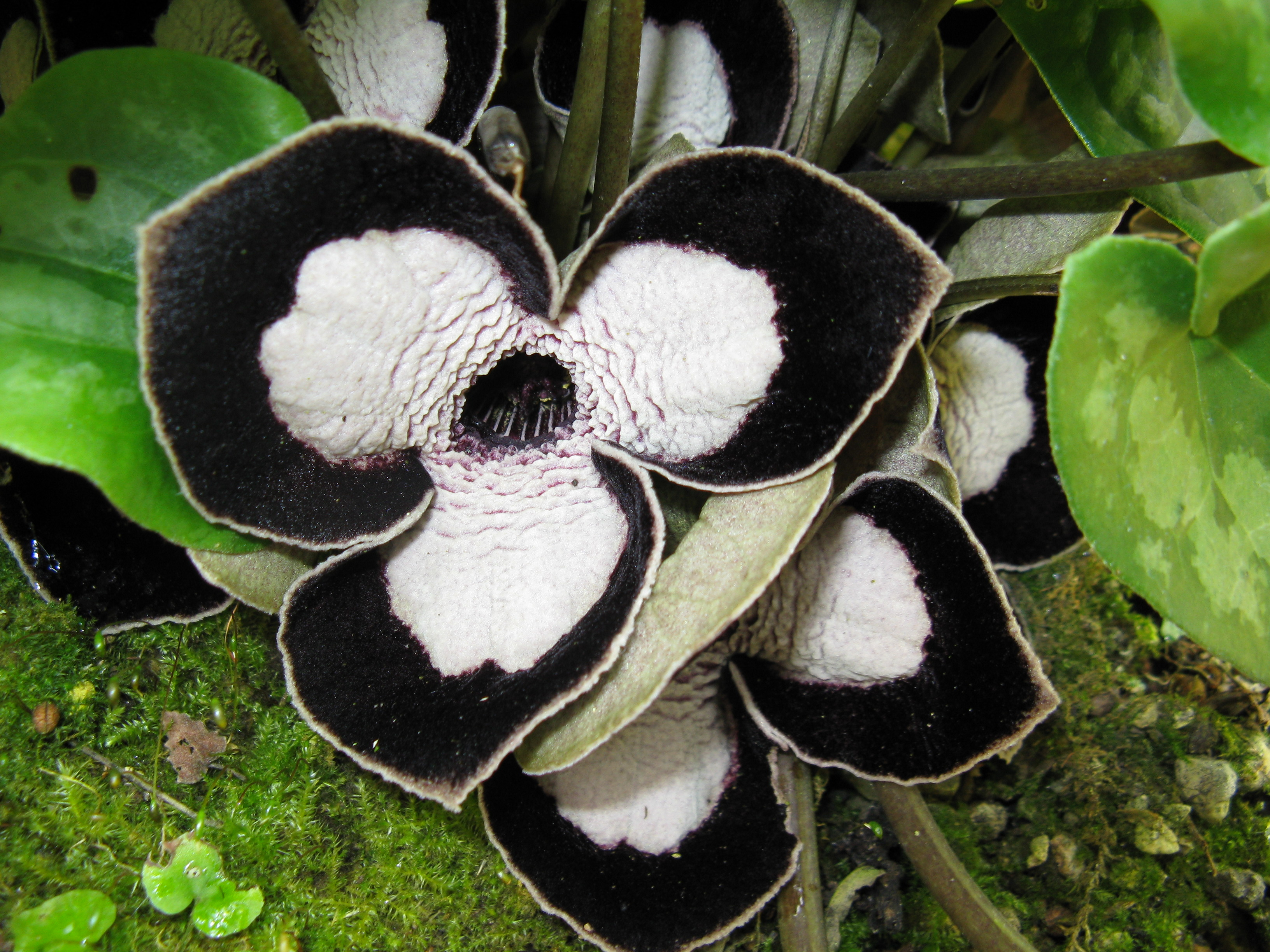
Asarum maximum
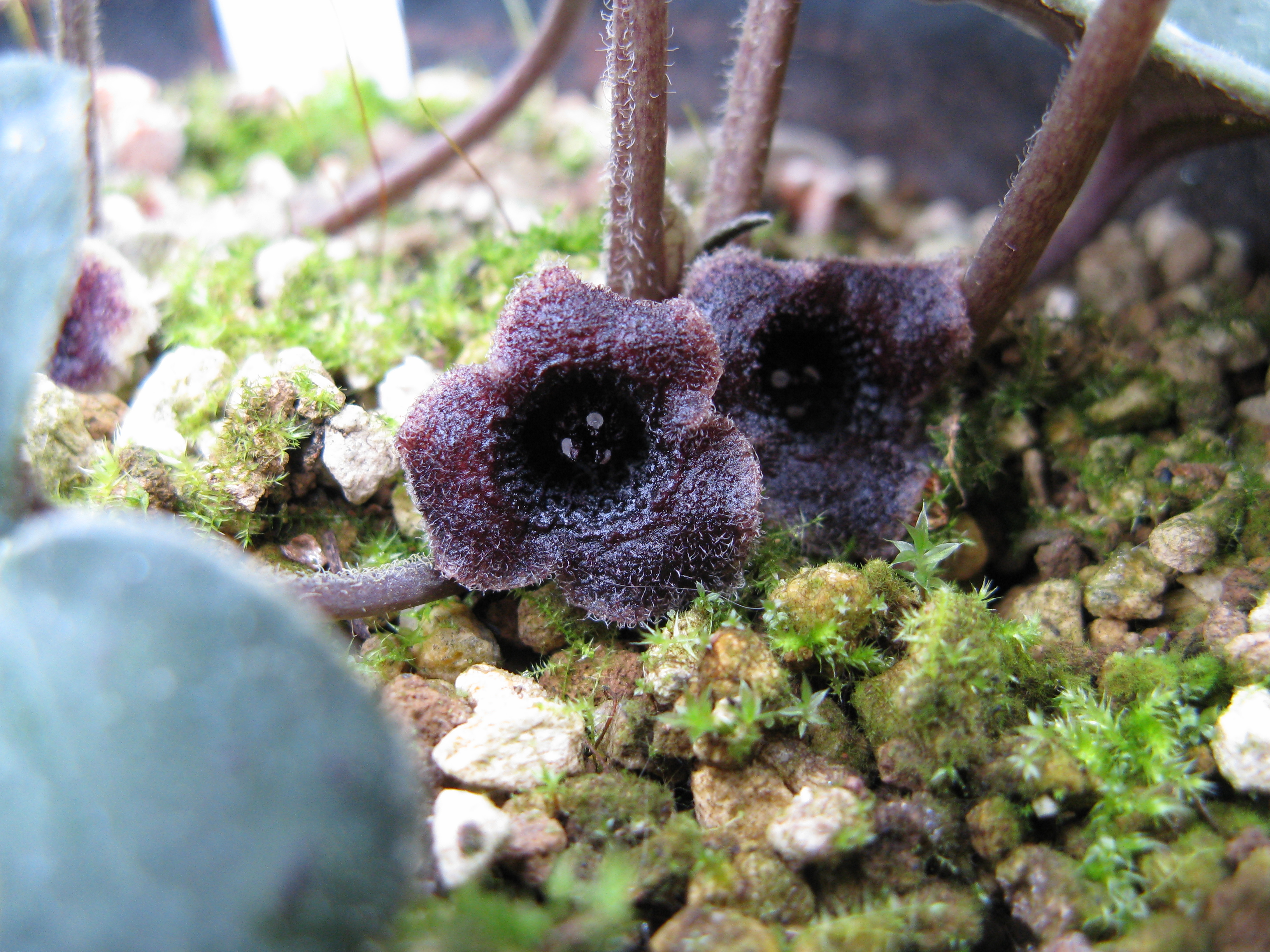
Asarum monodoriflorum
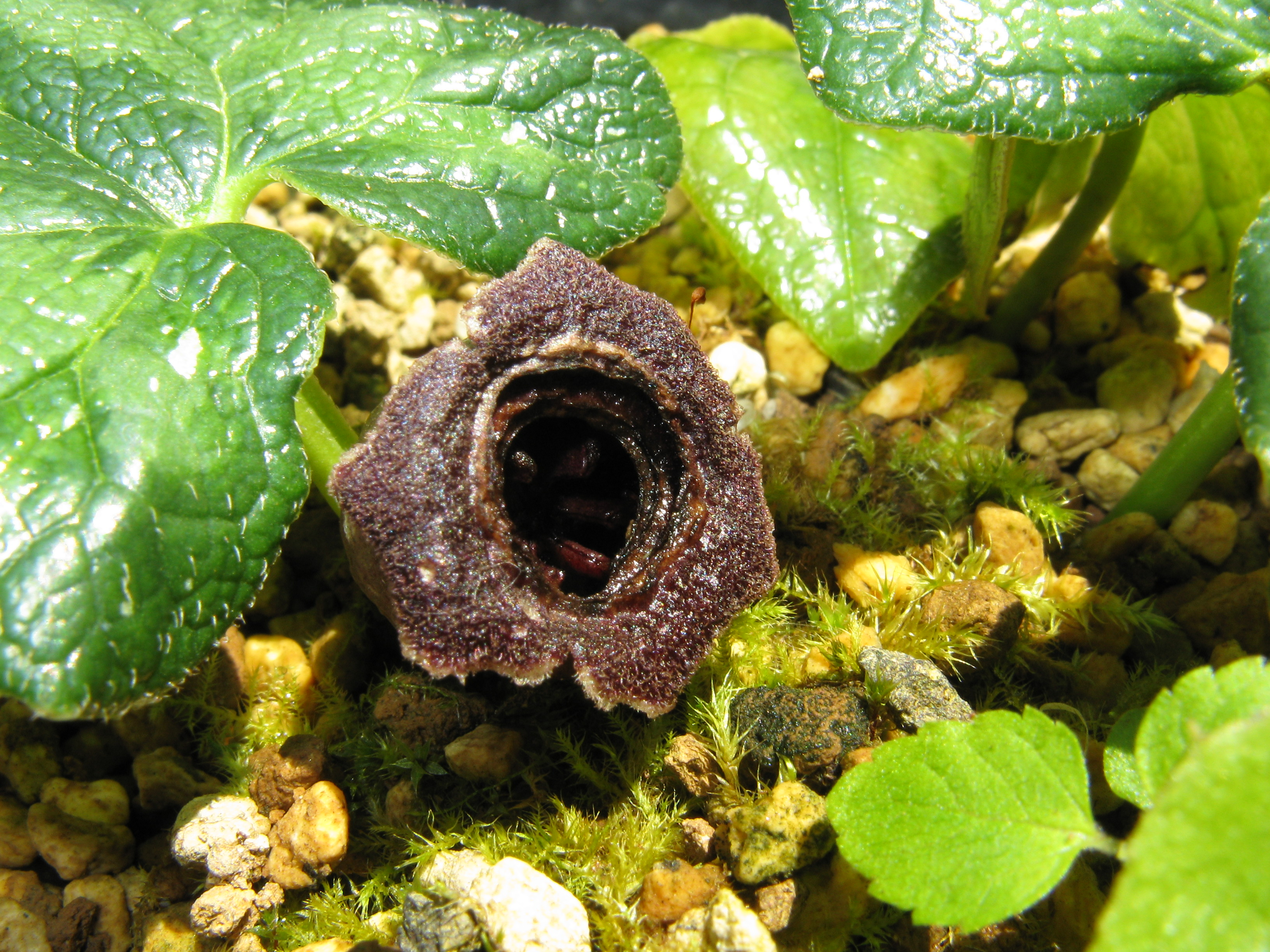
Asarum muramatsui
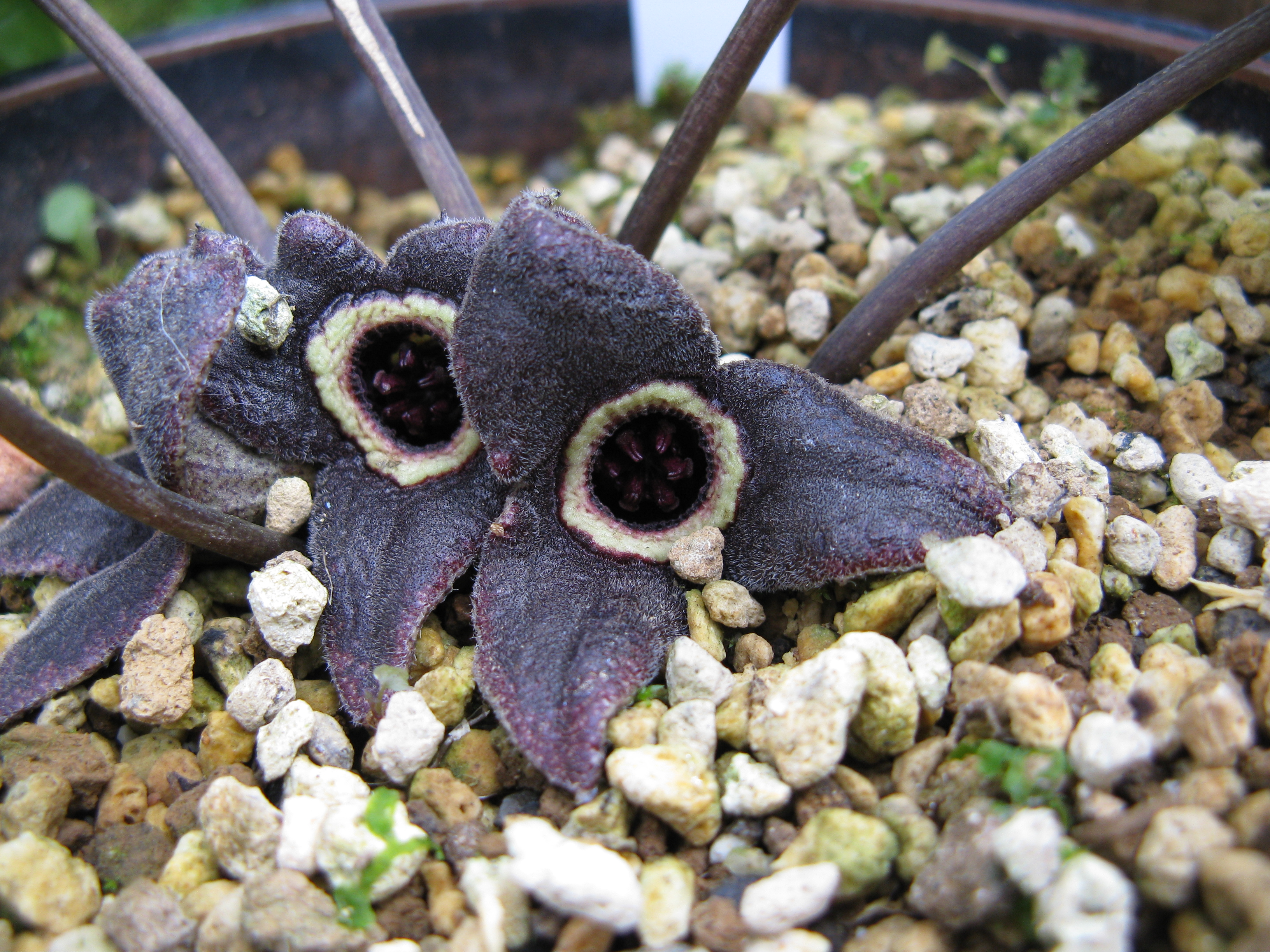
Asarum nipponicum
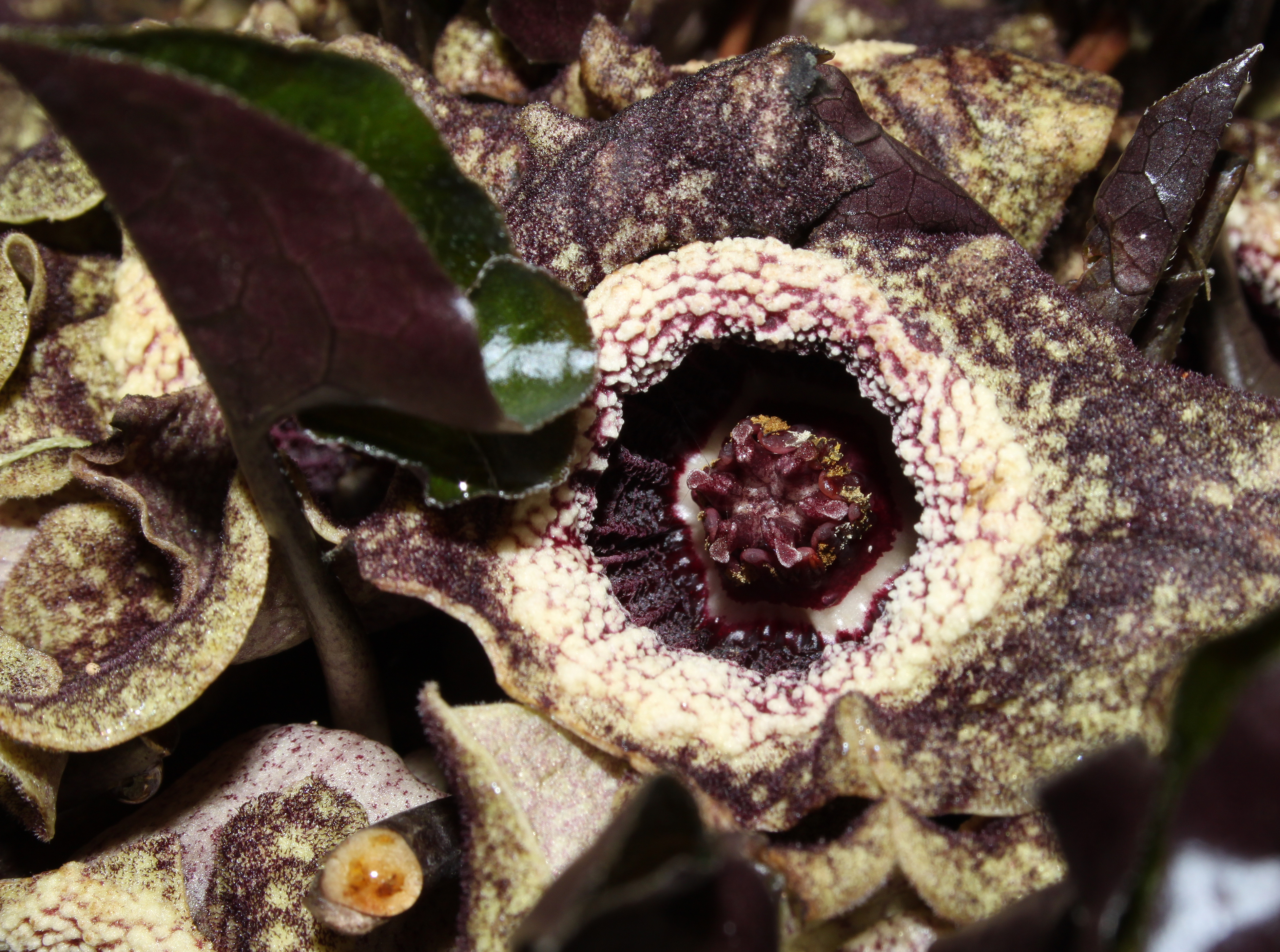
Asarum splendens
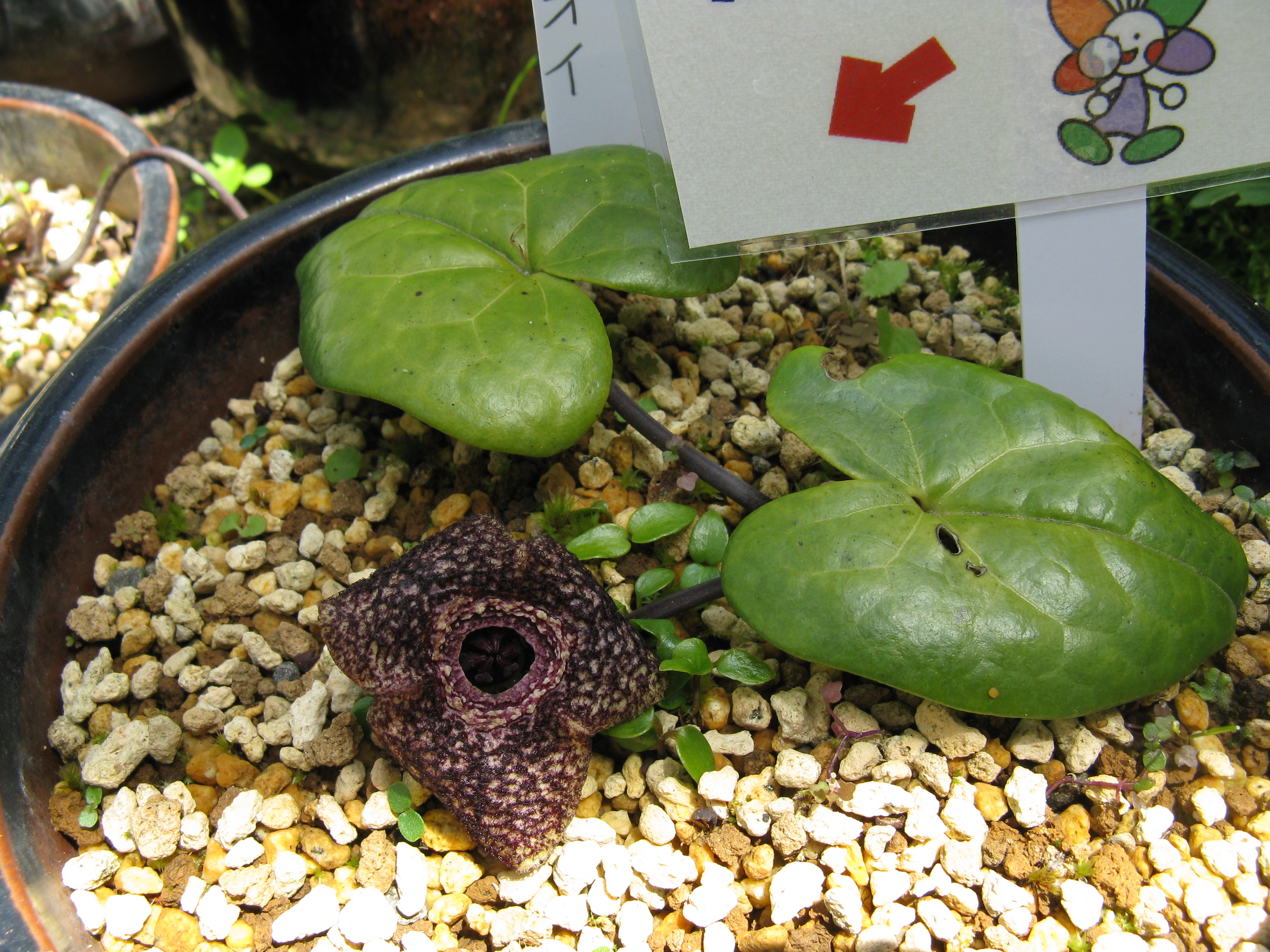
Asarum yakusimense
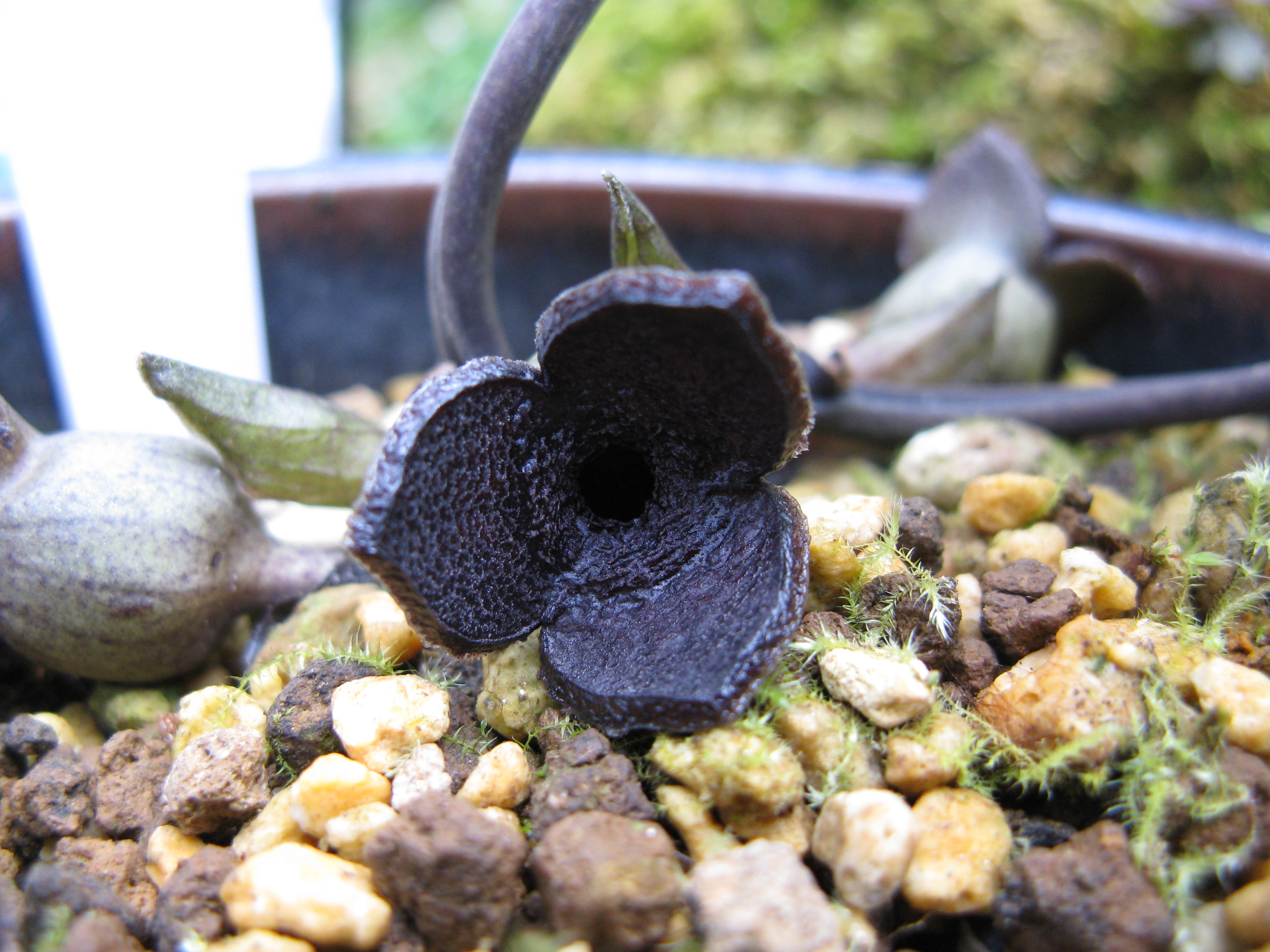
Asarum yoshikawae
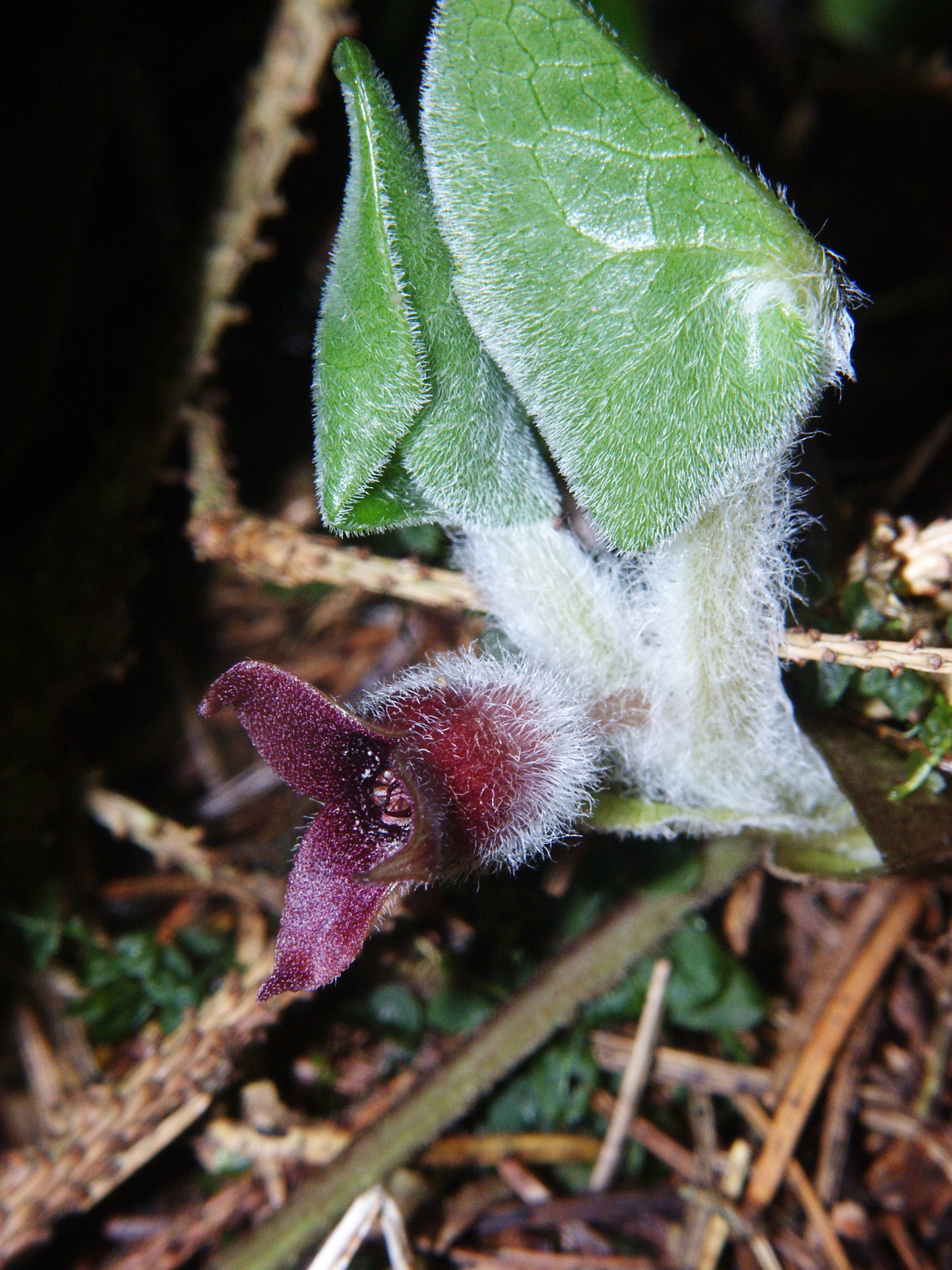
mansoor (Asarum europaeum)